# Aspona cuneata
Aspona cuneata är en insektsart som beskrevs av Fowler. Aspona cuneata ingår i släktet Aspona och familjen hornstritar. Inga underarter finns listade i Catalogue of Life.